# Lopo Liãns
Lopo Liãns (fl. XIII secolo) è stato un poeta medievale galiziano, attivo nella prima metà del XIII secolo alla corte di Ferdinando III.

## Biografia
È autore di venti testi: diciannove cantigas de escarnio e maldizer (dodici delle quali Pellegrini le inquadra in un ciclo chiamato dei Zebrões) e un descort, con un infanzón di Castiglia.